# فردیناند تیل
فردیناند تیلِ (به آلمانی: Ferdinand Tille) (زاده ۸ دسامبر ۱۹۸۸ در مولدورف) بازیکن والیبال اهل آلمان عضو تیم ملی والیبال آلمان است. او در قهرمانی والیبال جهان ۲۰۱۰ به عنوان بهترین لیبرو مسابقات انتخاب‌شد. همچنین با تیم ملی آلمان مدال برنز والیبال قهرمانی جهان ۲۰۱۴ را نیز به دست‌آورده‌است.